# Jean Chevrin
 (janvier 2023).
Si vous disposez d'ouvrages ou d'articles de référence ou si vous connaissez des sites web de qualité traitant du thème abordé ici, merci de compléter l'article en donnant les références utiles à sa vérifiabilité et en les liant à la section « Notes et références ».
Pour les articles homonymes, voir Chevrin.
Jean Chevrin, né le 11 août 1928 à Chauny dans l'Aisne et mort le 31 mai 1987 à Rouen, est un homme de théâtre français.

## Biographie
Jean Chevrin quitte sa ville natale de Chauny dans l'Aisne en 1948 pour devenir comédien contre l'avis de son père. Il suit en 1949 les cours du Conservatoire national supérieur d'art dramatique où il est l'élève de Béatrix Dussane, puis travaille au cours Jouvet comme assistant de 1949 à 1951. Il enseigne le théâtre au cours Simon dans les années 1950, restant un proche de René Simon jusqu'à la mort de celui-ci. Il exerce également comme professeur de direction d'acteur à l'IDHEC au milieu des années 1950. Il est nommé au conservatoire de Rouen en 1959 comme professeur d'art dramatique et exercera de 1960 à 1987.
Il forme un certain nombre d'acteurs à Rouen dont Anny Duperey, Patrick Chesnais, Franck Dubosc, Valérie Lemercier, Karin Viard, Virginie Lemoine, Jean-Michel Dupuis, Éric Caravaca…[réf. nécessaire] À Rouen, il crée la compagnie des Comédiens de Bellegarde et participe en tant qu'acteur ou metteur en scène à l'Ensemble dramatique de Rouen. Il a fait partie de la troupe animée par Ivan Morane qui, tous les ans dans les années 1970 et 80, proposait un festival Corneille dans la ville de Rouen, en montant des classiques allant de Horace à Théodore, vierge et martyre ou Polyeucte. De 1983 à 1986, il fut la voix magnifique du spectacle estival théâtre, son et lumière : La Mémoire du temps au château de La Palice dans l'Allier, écrit et mis en scène par Jean-François Demange et Ivan Morane.
Il fut le premier président de l'Association nationale des professeurs d'art dramatique (ANPAD) et secrétaire général du Syndicat national des enseignants et artistes (SNEA) entre 1970 et 1985.